# Gatlopp
Gatlopp és una pel·lícula estatunidenca de terror còmic del 2022 dirigida per Alberto Belli. S'ha doblat i subtitulat al català.
Al lloc web agregador de ressenyes Rotten Tomatoes, el 80% de les 15 crítiques són positives, amb una puntuació mitjana de 6,4 sobre 10. Metacritic, que utilitza una mitjana ponderada, va assignar a la pel·lícula una puntuació de 69 sobre 100, basada en cinc crítics, cosa que indica crítiques «generalment favorables»".